# Liste des Pokémon
La liste des Pokémon recense l’ensemble des 1025 espèces de Pokémon, réparties en neuf générations. Les différentes espèces sont numérotées dans l’ordre de l’encyclopédie animalière fictive de la franchise dit le « Pokédex national » ; les versions de l’encyclopédie spécifiques à chaque paire de jeux de la série principale et ne recensant que les espèces locales de chaque région sont appelées « Pokédex régionaux ».

## Générations
Terme d’abord utilisé par les fans de la franchise avant d’être parfois repris par Nintendo, les « générations » désignent un ensemble de créatures apparus pour la première fois dans une nouvelle paire de jeux vidéo n’étant ni une version améliorée, ni un remake des précédents jeux. Chaque « génération » comporte un ensemble de caractéristiques communes :
- elle commence par les trois Pokémon de départ et leurs évolutions respectives dans l’ordre « Plante », « Feu » et « Eau » : (excepté Victini pour la cinquième génération) ;
- les Pokémon légendaires se trouvent à la fin de la liste, suivi des Pokémon fabuleux et des Ultra-Chimères ;
- un petit rongeur électrique avec ou sans évolution (appelé « Pikachu-like » par les fans) ;
- près du début de la liste, un ou deux groupes de Pokémon insectes, un groupe de rongeurs, et un groupe d’oiseaux ;
- vers la fin de la liste, un groupe de « semi-légendaire » : une famille de 2 évolutions, dont le total des statistiques de la dernière est égal à 600, généralement de type Dragon.

La liste suivante décrit chacune des neuf générations de Pokémon :
1. Apparue dans les versions Rouge et Bleue et se déroulant à Kanto, la première introduit les 151 premiers Pokémon dont quatre légendaires et un fabuleux ;
2. Apparue dans les versions Or et Argent et se déroulant à Johto, la deuxième introduit 100 espèces dont cinq légendaires et un fabuleux ;
3. Apparue dans les versions Rubis et Saphir et se déroulant à Hoenn, la troisième introduit 135 espèces dont huit légendaires et deux fabuleux ;
4. Apparue dans les versions Diamant et Perle et se déroulant à Sinnoh, la quatrième introduit 107 espèces dont neuf légendaires et cinq fabuleux ;
5. Apparue dans les versions Noire et Blanche et se déroulant à Unys, la cinquième introduit 156 espèces dont neuf légendaires et quatre fabuleux ;
6. Apparue dans les versions X et Y et se déroulant à Kalos, la sixième introduit 72 espèces dont trois légendaires et trois fabuleux ;
7. Apparue dans les versions Soleil et Lune et se déroulant à Alola, la septième introduit 88 espèces dont onze légendaires, cinq fabuleux et onze Ultra-Chimères[note 3] ;
8. Apparue dans les versions Épée et Bouclier et se déroulant à Galar, la huitième introduit 89 nouvelles espèces dont dix légendaires et un fabuleux[note 4]. Elle introduit également 7 nouvelles espèces au travers du jeu Légendes Pokémon : Arceus se déroulant à Hisui ;
9. Apparue dans les versions Écarlate et Violet et se déroulant à Paldea, la neuvième introduit actuellement 120 nouvelles espèces.

## Première génération
1. Bulbizarre
2. Herbizarre
3. Florizarre[note 5]
4. Salamèche
5. Reptincel
6. Dracaufeu[note 6]
7. Carapuce
8. Carabaffe
9. Tortank[note 5]
10. Chenipan
11. Chrysacier
12. Papilusion
13. Aspicot
14. Coconfort
15. Dardargnan[note 5]
16. Roucool
17. Roucoups
18. Roucarnage[note 5]
19. Rattata[note 7]
20. Rattatac[note 7]
21. Piafabec
22. Rapasdepic
23. Abo
24. Arbok
25. Pikachu
26. Raichu[note 7]
27. Sabelette[note 7]
28. Sablaireau[note 7]
29. Nidoran♀
30. Nidorina
31. Nidoqueen
32. Nidoran♂
33. Nidorino
34. Nidoking
35. Mélofée
36. Mélodelfe
37. Goupix[note 7]
38. Feunard[note 7]
39. Rondoudou
40. Grodoudou
41. Nosferapti
42. Nosferalto
43. Mystherbe
44. Ortide
45. Rafflésia
46. Paras
47. Parasect
48. Mimitoss
49. Aéromite
50. Taupiqueur[note 7]
51. Triopikeur[note 7]
52. Miaouss[note 7],[note 8]
53. Persian[note 7]
54. Psykokwak
55. Akwakwak
56. Férosinge
57. Colossinge
58. Caninos[note 9]
59. Arcanin[note 9]
60. Ptitard
61. Têtarte
62. Tartard
63. Abra
64. Kadabra
65. Alakazam[note 5]
66. Machoc
67. Machopeur
68. Mackogneur
69. Chétiflor
70. Boustiflor
71. Empiflor
72. Tentacool
73. Tentacruel
74. Racaillou[note 7]
75. Gravalanch[note 7]
76. Grolem[note 7]
77. Ponyta[note 8]
78. Galopa[note 8]
79. Ramoloss[note 8]
80. Flagadoss[note 5],[note 8]
81. Magnéti
82. Magnéton
83. Canarticho[note 8]
84. Doduo
85. Dodrio
86. Otaria
87. Lamantine
88. Tadmorv[note 7]
89. Grotadmorv[note 7]
90. Kokiyas
91. Crustabri
92. Fantominus
93. Spectrum
94. Ectoplasma[note 5]
95. Onix
96. Soporifik
97. Hypnomade
98. Krabby
99. Krabboss
100. Voltorbe[note 9]
101. Électrode[note 9]
102. Nœunœuf
103. Noadkoko[note 7]
104. Osselait
105. Ossatueur[note 7]
106. Kicklee
107. Tygnon
108. Excelangue
109. Smogo
110. Smogogo[note 8]
111. Rhinocorne
112. Rhinoféros
113. Leveinard
114. Saquedeneu
115. Kangourex[note 5]
116. Hypotrempe
117. Hypocéan
118. Poissirène
119. Poissoroy
120. Stari
121. Staross
122. M. Mime[note 8]
123. Insécateur
124. Lippoutou
125. Élektek
126. Magmar
127. Scarabrute[note 5]
128. Tauros
129. Magicarpe
130. Léviator[note 5]
131. Lokhlass
132. Métamorph
133. Évoli
134. Aquali
135. Voltali
136. Pyroli
137. Porygon
138. Amonita
139. Amonistar
140. Kabuto
141. Kabutops
142. Ptéra[note 5]
143. Ronflex
144. Artikodin[note 8]
145. Électhor[note 8]
146. Sulfura[note 8]
147. Minidraco
148. Draco
149. Dracolosse[note 5]
150. Mewtwo[note 6]
151. Mew

## Deuxième génération
1. Germignon
2. Macronium
3. Méganium
4. Héricendre
5. Feurisson
6. Typhlosion[note 9]
7. Kaiminus
8. Crocrodil
9. Aligatueur
10. Fouinette
11. Fouinar
12. Hoothoot
13. Noarfang
14. Coxy
15. Coxyclaque
16. Mimigal
17. Migalos
18. Nostenfer
19. Loupio
20. Lanturn
21. Pichu
22. Mélo
23. Toudoudou
24. Togepi
25. Togetic
26. Natu
27. Xatu
28. Wattouat
29. Lainergie
30. Pharamp[note 5]
31. Joliflor
32. Marill
33. Azumarill
34. Simularbre
35. Tarpaud
36. Granivol
37. Floravol
38. Cotovol
39. Capumain
40. Tournegrin
41. Héliatronc
42. Yanma
43. Axoloto[note 10]
44. Maraiste
45. Mentali
46. Noctali
47. Cornèbre
48. Roigada[note 8]
49. Feuforêve
50. Zarbi
51. Qulbutoké
52. Girafarig
53. Pomdepik
54. Foretress
55. Insolourdo
56. Scorplane
57. Steelix[note 5]
58. Snubbull
59. Granbull
60. Qwilfish[note 9]
61. Cizayox[note 5]
62. Caratroc
63. Scarhino[note 5]
64. Farfuret[note 9]
65. Teddiursa
66. Ursaring
67. Limagma
68. Volcaropod
69. Marcacrin
70. Cochignon
71. Corayon[note 8]
72. Rémoraid
73. Octillery
74. Cadoizo
75. Démanta
76. Airmure
77. Malosse
78. Démolosse[note 5]
79. Hyporoi
80. Phanpy
81. Donphan
82. Porygon2
83. Cerfrousse
84. Queulorior
85. Debugant
86. Kapoera
87. Lippouti
88. Élekid
89. Magby
90. Écrémeuh
91. Leuphorie
92. Raikou
93. Entei
94. Suicune
95. Embrylex
96. Ymphect
97. Tyranocif[note 5]
98. Lugia
99. Ho-Oh
100. Celebi

## Troisième génération
1. Arcko
2. Massko
3. Jungko[note 5]
4. Poussifeu
5. Galifeu
6. Braségali[note 5]
7. Gobou
8. Flobio
9. Laggron[note 5]
10. Medhyèna
11. Grahyèna
12. Zigzaton[note 8]
13. Linéon[note 8]
14. Chenipotte
15. Armulys
16. Charmillon
17. Blindalys
18. Papinox
19. Nénupiot
20. Lombre
21. Ludicolo
22. Grainipiot
23. Pifeuil
24. Tengalice
25. Nirondelle
26. Hélédelle
27. Goélise
28. Bekipan
29. Tarsal
30. Kirlia
31. Gardevoir[note 5]
32. Arakdo
33. Maskadra
34. Balignon
35. Chapignon
36. Parécool
37. Vigoroth
38. Monaflèmit
39. Ningale
40. Ninjask
41. Munja
42. Chuchmur
43. Ramboum
44. Brouhabam
45. Makuhita
46. Hariyama
47. Azurill
48. Tarinor
49. Skitty
50. Delcatty
51. Ténéfix[note 5]
52. Mysdibule[note 5]
53. Galekid
54. Galegon
55. Galeking[note 5]
56. Méditikka
57. Charmina[note 5]
58. Dynavolt
59. Élecsprint[note 5]
60. Posipi
61. Négapi
62. Muciole
63. Lumivole
64. Rosélia
65. Gloupti
66. Avaltout
67. Carvanha
68. Sharpedo[note 5]
69. Wailmer
70. Wailord
71. Chamallot
72. Camérupt[note 5]
73. Chartor
74. Spoink
75. Groret
76. Spinda
77. Kraknoix
78. Vibraninf
79. Libégon
80. Cacnea
81. Cacturne
82. Tylton
83. Altaria[note 5]
84. Mangriff
85. Séviper
86. Séléroc
87. Solaroc
88. Barloche
89. Barbicha
90. Écrapince
91. Colhomard
92. Balbuto
93. Kaorine
94. Lilia
95. Vacilys
96. Anorith
97. Armaldo
98. Barpau
99. Milobellus
100. Morphéo
101. Kecleon
102. Polichombr
103. Branette[note 5]
104. Skelénox
105. Téraclope
106. Tropius
107. Éoko
108. Absol[note 5]
109. Okéoké
110. Stalgamin
111. Oniglali[note 5]
112. Obalie
113. Phogleur
114. Kaimorse
115. Coquiperl
116. Serpang
117. Rosabyss
118. Relicanth
119. Lovdisc
120. Draby
121. Drackhaus
122. Drattak[note 5]
123. Terhal
124. Métang
125. Métalosse[note 5]
126. Regirock
127. Regice
128. Registeel
129. Latias[note 5]
130. Latios[note 5]
131. Kyogre[note 11]
132. Groudon[note 11]
133. Rayquaza[note 5]
134. Jirachi
135. Deoxys

## Quatrième génération
1. Tortipouss
2. Boskara
3. Torterra
4. Ouisticram
5. Chimpenfeu
6. Simiabraz
7. Tiplouf
8. Prinplouf
9. Pingoléon
10. Étourmi
11. Étourvol
12. Étouraptor
13. Keunotor
14. Castorno
15. Crikzik
16. Mélokrik
17. Lixy
18. Luxio
19. Luxray
20. Rozbouton
21. Roserade
22. Kranidos
23. Charkos
24. Dinoclier
25. Bastiodon
26. Cheniti
27. Cheniselle
28. Papilord
29. Apitrini
30. Apireine
31. Pachirisu
32. Mustébouée
33. Mustéflott
34. Ceribou
35. Ceriflor
36. Sancoki
37. Tritosor
38. Capidextre
39. Baudrive
40. Grodrive
41. Laporeille
42. Lockpin[note 5]
43. Magirêve
44. Corboss
45. Chaglam
46. Chaffreux
47. Korillon
48. Moufouette
49. Moufflair
50. Archéomire
51. Archéodong
52. Manzaï
53. Mime Jr.
54. Ptiravi
55. Pijako
56. Spiritomb
57. Griknot
58. Carmache
59. Carchacrok[note 5]
60. Goinfrex
61. Riolu
62. Lucario[note 5]
63. Hippopotas
64. Hippodocus
65. Rapion
66. Drascore
67. Cradopaud
68. Coatox
69. Vortente
70. Écayon
71. Luminéon
72. Babimanta
73. Blizzi
74. Blizzaroi[note 5]
75. Dimoret
76. Magnézone
77. Coudlangue
78. Rhinastoc
79. Bouldeneu
80. Élekable
81. Maganon
82. Togekiss
83. Yanmega
84. Phyllali
85. Givrali
86. Scorvol
87. Mammochon
88. Porygon-Z
89. Gallame[note 5]
90. Tarinorme
91. Noctunoir
92. Momartik
93. Motisma
94. Créhelf
95. Créfollet
96. Créfadet
97. Dialga
98. Palkia
99. Heatran
100. Regigigas
101. Giratina
102. Cresselia
103. Phione
104. Manaphy
105. Darkrai
106. Shaymin
107. Arceus

## Cinquième génération
1. Victini
2. Vipélierre
3. Lianaja
4. Majaspic
5. Gruikui
6. Grotichon
7. Roitiflam
8. Moustillon
9. Mateloutre
10. Clamiral[note 9]
11. Ratentif
12. Miradar
13. Ponchiot
14. Ponchien
15. Mastouffe
16. Chacripan
17. Léopardus
18. Feuillajou
19. Feuiloutan
20. Flamajou
21. Flamoutan
22. Flotajou
23. Flotoutan
24. Munna
25. Mushana
26. Poichigeon
27. Colombeau
28. Déflaisan
29. Zébibron
30. Zéblitz
31. Nodulithe
32. Géolithe
33. Gigalithe
34. Chovsourir
35. Rhinolove
36. Rototaupe
37. Minotaupe
38. Nanméouïe[note 5]
39. Charpenti
40. Ouvrifier
41. Bétochef
42. Tritonde
43. Batracné
44. Crapustule
45. Judokrak
46. Karaclée
47. Larveyette
48. Couverdure
49. Manternel
50. Venipatte
51. Scobolide
52. Brutapode
53. Doudouvet
54. Farfaduvet
55. Chlorobule
56. Fragilady[note 9]
57. Bargantua
58. Mascaïman
59. Escroco
60. Crocorible
61. Darumarond[note 8]
62. Darumacho[note 8]
63. Maracachi
64. Crabicoque
65. Crabaraque
66. Baggiguane
67. Baggaïd
68. Cryptéro
69. Tutafeh[note 8]
70. Tutankafer
71. Carapagos
72. Mégapagos
73. Arkéapti
74. Aéroptéryx
75. Miamiasme
76. Miasmax
77. Zorua[note 9]
78. Zoroark[note 9]
79. Chinchidou
80. Pashmilla
81. Scrutella
82. Mesmérella
83. Sidérella
84. Nucléos
85. Méios
86. Symbios
87. Couaneton
88. Lakmécygne
89. Sorbébé
90. Sorboul
91. Sorbouboul
92. Vivaldaim
93. Haydaim
94. Emolga
95. Carabing
96. Lançargot
97. Trompignon
98. Gaulet
99. Viskuse
100. Moyade
101. Mamanbo
102. Statitik
103. Mygavolt
104. Grindur
105. Noacier
106. Tic
107. Clic
108. Cliticlic
109. Anchwatt
110. Lampéroie
111. Ohmassacre
112. Lewsor
113. Neitram
114. Funécire
115. Mélancolux
116. Lugulabre
117. Coupenotte
118. Incisache
119. Tranchodon
120. Polarhume
121. Polagriffe
122. Hexagel
123. Escargaume
124. Limaspeed
125. Limonde[note 8]
126. Kungfouine
127. Shaofouine
128. Drakkarmin
129. Gringolem
130. Golemastoc
131. Scalpion
132. Scalproie
133. Frison
134. Furaiglon
135. Gueriaigle[note 9]
136. Vostourno
137. Vaututrice
138. Aflamanoir
139. Fermite
140. Solochi
141. Diamat
142. Trioxhydre
143. Pyronille
144. Pyrax
145. Cobaltium
146. Terrakium
147. Viridium
148. Boréas
149. Fulguris
150. Reshiram
151. Zekrom
152. Démétéros
153. Kyurem
154. Keldeo
155. Meloetta
156. Genesect

## Sixième génération
1. Marisson
2. Boguérisse
3. Blindépique
4. Feunnec
5. Roussil
6. Goupelin
7. Grenousse
8. Croâporal
9. Amphinobi
10. Sapereau
11. Excavarenne
12. Passerouge
13. Braisillon
14. Flambusard
15. Lépidonille
16. Pérégrain
17. Prismillon
18. Hélionceau
19. Némélios
20. Flabébé
21. Floette
22. Florges
23. Cabriolaine
24. Chevroum
25. Pandespiègle
26. Pandarbare
27. Couafarel
28. Psystigri
29. Mistigrix
30. Monorpale
31. Dimoclès
32. Exagide
33. Fluvetin
34. Cocotine
35. Sucroquin
36. Cupcanaille
37. Sepiatop
38. Sepiatroce
39. Opermine
40. Golgopathe
41. Venalgue
42. Kravarech
43. Flingouste
44. Gamblast
45. Galvaran
46. Iguolta
47. Ptyranidur
48. Rexillius
49. Amagara
50. Dragmara
51. Nymphali
52. Brutalibré
53. Dedenne
54. Strassie
55. Mucuscule
56. Colimucus[note 9]
57. Muplodocus[note 9]
58. Trousselin
59. Brocélôme
60. Desséliande
61. Pitrouille
62. Banshitrouye
63. Grelaçon
64. Séracrawl[note 9]
65. Sonistrelle
66. Bruyverne
67. Xerneas
68. Yveltal
69. Zygarde
70. Diancie[note 5]
71. Hoopa
72. Volcanion

## Septième génération
1. Brindibou
2. Efflèche
3. Archéduc[note 9]
4. Flamiaou
5. Matoufeu
6. Félinferno
7. Otaquin
8. Otarlette
9. Oratoria
10. Picassaut
11. Piclairon
12. Bazoucan
13. Manglouton
14. Argouste
15. Larvibule
16. Chrysapile
17. Lucanon
18. Crabagarre
19. Crabominable
20. Plumeline
21. Bombydou
22. Rubombelle
23. Rocabot
24. Lougaroc
25. Froussardine
26. Vorastérie
27. Prédastérie
28. Tiboudet
29. Bourrinos
30. Araqua
31. Tarenbulle
32. Mimantis
33. Floramantis
34. Spododo
35. Lampignon
36. Tritox
37. Malamandre
38. Nounourson
39. Chelours
40. Croquine
41. Candine
42. Sucreine
43. Guérilande
44. Gouroutan
45. Quartermac
46. Sovkipou
47. Sarmuraï
48. Bacabouh
49. Trépassable
50. Concombaffe
51. Type:0
52. Silvallié
53. Météno
54. Dodoala
55. Boumata
56. Togedemaru
57. Mimiqui
58. Denticrisse
59. Draïeul
60. Sinistrail
61. Bébécaille
62. Écaïd
63. Ékaïser
64. Tokorico
65. Tokopiyon
66. Tokotoro
67. Tokopisco
68. Cosmog
69. Cosmovum
70. Solgaleo
71. Lunala
72. Zéroïd
73. Mouscoto
74. Cancrelove
75. Câblifère
76. Bamboiselle
77. Katagami
78. Engloutyran
79. Necrozma
80. Magearna
81. Marshadow
82. Vémini
83. Mandrillon
84. Ama-Ama
85. Pierroteknik
86. Zeraora
87. Meltan
88. Melmetal

## Huitième génération
1. Ouistempo
2. Badabouin
3. Gorythmic
4. Flambino
5. Lapyro
6. Pyrobut
7. Larméléon
8. Arrozard
9. Lézargus
10. Rongourmand
11. Rongrigou
12. Minisange
13. Bleuseille
14. Corvaillus
15. Larvadar
16. Coléodôme
17. Astronelle
18. Goupilou
19. Roublenard
20. Tournicoton
21. Blancoton
22. Moumouton
23. Moumouflon
24. Khélocrok
25. Torgamord
26. Voltoutou
27. Fulgudog
28. Charbi
29. Wagomine
30. Monthracite
31. Verpom
32. Pomdrapi
33. Dratatin
34. Dunaja
35. Dunaconda
36. Nigosier
37. Embrochet
38. Hastacuda
39. Toxizap
40. Salarsen
41. Grillepattes
42. Scolocendre
43. Poulpaf
44. Krakos
45. Théffroi
46. Polthégeist
47. Bibichut
48. Chapotus
49. Sorcilence
50. Grimalin
51. Fourbelin
52. Angoliath
53. Ixon
54. Berserkatt
55. Corayôme
56. Palarticho
57. M. Glaquette
58. Tutétékri
59. Crèmy
60. Charmilly
61. Hexadron
62. Wattapik
63. Frissonille
64. Beldeneige
65. Dolman
66. Bekaglaçon
67. Wimessir
68. Morpeko
69. Charibari
70. Pachyradjah
71. Galvagon
72. Galvagla
73. Hydragon
74. Hydragla
75. Duralugon
76. Fantyrm
77. Dispareptil
78. Lanssorien
79. Zacian
80. Zamazenta
81. Éthernatos
82. Wushours
83. Shifours
84. Zarude
85. Regieleki
86. Regidrago
87. Blizzeval
88. Spectreval
89. Sylveroy
90. Cerbyllin
91. Hachécateur
92. Ursaking
93. Paragruel
94. Farfurex
95. Qwilpik
96. Amovénus

## Neuvième génération
1. Poussacha
2. Matourgeon
3. Miascarade
4. Chochodile
5. Crocogril
6. Flâmigator
7. Coiffeton
8. Canarbello
9. Palmaval
10. Gourmelet
11. Fragroin
12. Tissenboule
13. Filentrappe
14. Lilliterelle
15. Gambex
16. Pohm
17. Pohmotte
18. Pohmarmotte
19. Compagnol
20. Famignol
21. Pâtachiot
22. Briochien
23. Olivini
24. Olivado
25. Arboliva
26. Tapatoès
27. Selutin
28. Amassel
29. Gigansel
30. Charbambin
31. Carmadura
32. Malvalame
33. Têtampoule
34. Ampibidou
35. Zapétrel
36. Fulgulairo
37. Grondogue
38. Dogrino
39. Gribouraigne
40. Tag-Tag
41. Virovent
42. Virevorreur
43. Terracool
44. Terracruel
45. Craparoi
46. Pimito
47. Scovilain
48. Léboulérou
49. Bérasca
50. Flotillon
51. Cléopsytra
52. Forgerette
53. Forgella
54. Forgelina
55. Taupikeau
56. Triopikeau
57. Lestombaile
58. Dofin
59. Superdofin
60. Vrombi
61. Vrombotor
62. Motorizard
63. Ferdeter
64. Germéclat
65. Floréclat
66. Toutombe
67. Tomberro
68. Flamenroule
69. Piétacé
70. Balbalèze
71. Délestin
72. Oyacata
73. Nigirigon
74. Courrousinge
75. Terraiste
76. Farigiraf
77. Deusolourdo
78. Scalpereur
79. Fort-Ivoire
80. Hurle-Queue
81. Fongus-Furie
82. Flotte-Mèche
83. Rampe-Ailes
84. Pelage-Sablé
85. Roue-de-Fer
86. Hotte-de-Fer
87. Paume-de-Fer
88. Têtes-de-Fer
89. Mite-de-Fer
90. Épine-de-Fer
91. Frigodo
92. Cryodo
93. Glaivodo
94. Mordudor
95. Gromago
96. Chongjian
97. Baojian
98. Dinglu
99. Yuyu
100. Rugit-Lune
101. Garde-de-Fer
102. Koraidon
103. Miraidon
104. Serpente-Eau
105. Vert-de-Fer
106. Pomdramour
107. Poltchageist
108. Théffroyable
109. Félicanis
110. Fortusimia
111. Favianos
112. Ogerpon
113. Pondralugon
114. Pomdorochi
115. Feu-Perçant
116. Ire-Foudre
117. Roc-de-Fer
118. Chef-de-Fer
119. Terapagos
120. Pêchaminus